# Form (Kampfkunst)

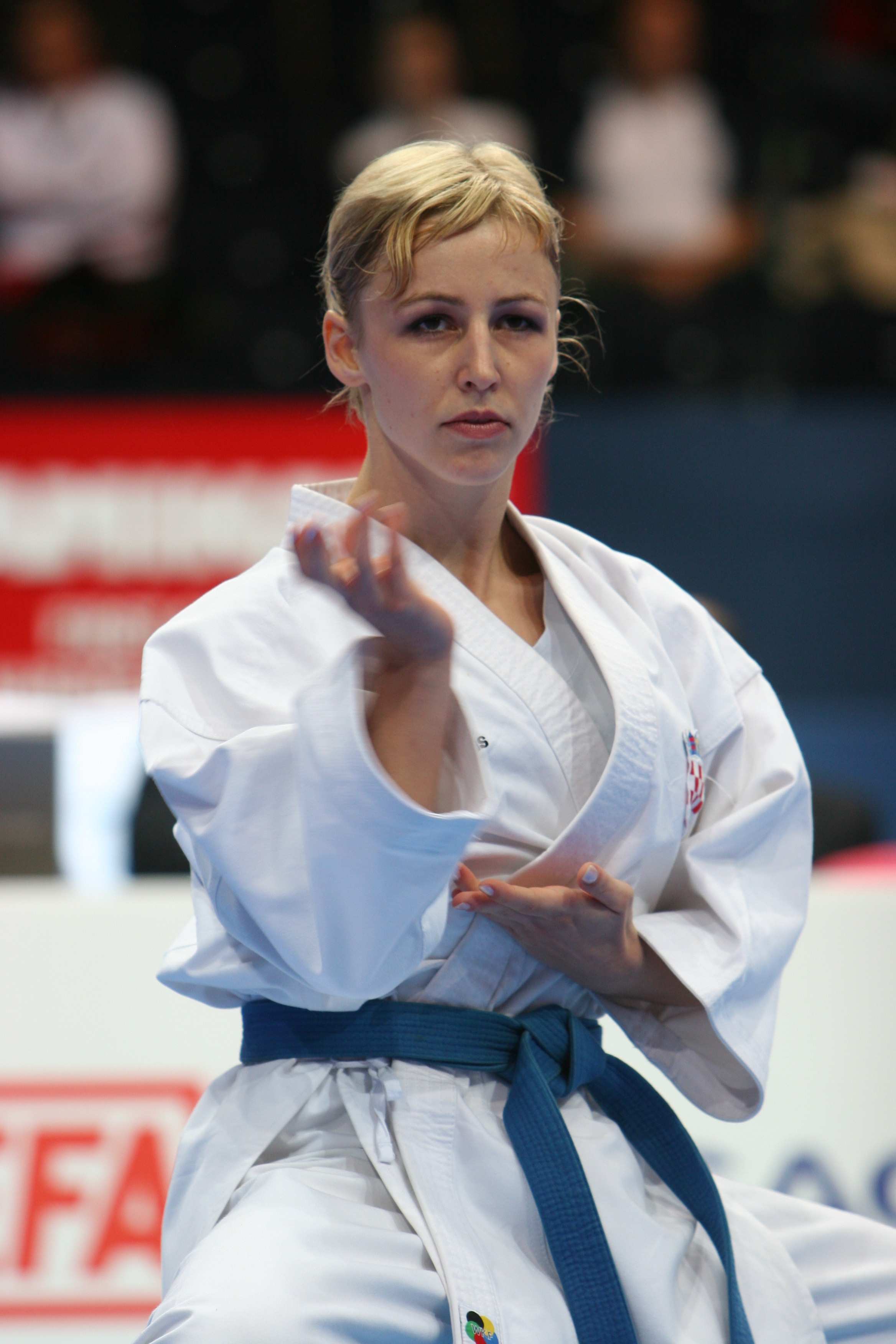
Formwettkampf – Einzelformdemo einer Karateka, 2006

Eine Form in den Kampfkünsten ist eine genau festgelegte Abfolge von Bewegungen – wie Angriffen, Verteidigungen und Gegenangriffen – die einen Kampf gegen einen oder mehrere, reale oder imaginäre Gegner darstellt. Sie ist fester Bestandteil vieler historischer Kampfkunstformen und eine Übungsform im Trainingsalltag. Im heutigen Wettkampfsport spielt die Übung der Formen (Formwettkampf) eine wichtige Rolle.

## Bezeichnungen
Formen spielen besonders in den asiatischen Kampfkünsten eine Rolle und werden je nach Herkunft auch im Deutschen teilweise unterschiedlich bezeichnet. Bisweilen werden die Bewegungen einer Form auch „Bilder“ genannt.
| Bezeichnung | Altern.   | Schrift     | Altern.    | Sprache        | System      | Kampfkunst 1                          | Bemerkung     | Form (Video)                                           |
| ----------- | --------- | ----------- | ---------- | -------------- | ----------- | ------------------------------------- | ------------- | ------------------------------------------------------ |
| Kata a      | –         | 形, 型 2    | かた 2.1   | japanisch      | Budō        | Aikidō                                | Form, Haltung | Darstellung der Karate-Kata (Form) – Heian Godan, 2009 |
| Kata a      | –         | 形, 型 2    | かた 2.1   | japanisch      | Budō        | Judo                                  | Form, Haltung | Darstellung der Karate-Kata (Form) – Heian Godan, 2009 |
| Kata a      | –         | 形, 型 2    | かた 2.1   | japanisch      | Budō        | Karate                                | Form, Haltung | Darstellung der Karate-Kata (Form) – Heian Godan, 2009 |
| Hyeong b    | Hyŏng c   | 형 3        | 形, 型 3.1 | koreanisch     | Mudo        | Taekwondo (traditionell), Tang Soo Do | Form, Haltung | Darstellung der Karate-Kata (Form) – Heian Godan, 2009 |
| Pumsae b    | P'umsae c | 품새 3      | 品勢 3.1   | koreanisch     | Mudo        | Taekwondo (WTF)                       | –             | Darstellung der Karate-Kata (Form) – Heian Godan, 2009 |
| Teul b      | Tŭl c     | 틀 3        | –          | koreanisch     | Mudo        | Taekwondo (ITF)                       | –             | Darstellung der Karate-Kata (Form) – Heian Godan, 2009 |
| Taolu d     | Toulou e  | 套路 4      | –          | chinesisch     | Wushu       | Taijiquan                             | –             | Darstellung der Karate-Kata (Form) – Heian Godan, 2009 |
| Kuen *      | Kyun e    | 拳 4        | –          | kantonesisch f | Wushu       | Hung Kuen                             | –             | Darstellung der Karate-Kata (Form) – Heian Godan, 2009 |
| Bai-Quyen   | –         | Bai-Quyền 5 | –          | vietnamesisch  | Viêt Võ Dao | Vovinam                               | –             | Darstellung der Karate-Kata (Form) – Heian Godan, 2009 |
| Quyen       | –         | Quyền 5     | 拳 5.1     | vietnamesisch  | Viêt Võ Dao | Vovinam                               | –             | Darstellung der Karate-Kata (Form) – Heian Godan, 2009 |
| Anyo        | Sayaw     | Anyo        | Sayaw      | philippinisch  | FMA         | Arnis                                 | –             | Darstellung der Karate-Kata (Form) – Heian Godan, 2009 |

Quelle:

* 套路, Jyutping tou3lou6, Yale toulou, kantonesisch tolo;
* 拳, Jyutping kyun4, Yale kyùhn, kantonesisch kuen

## Personen
Die Mehrzahl der Formen in den Kampfkünsten sind Einzelformen, bei denen ein einzelner Kampfkünstler die Abfolge ausführt, die einen Kampf mit einem imaginären Gegner darstellen kann, aber auch einfach eine Aneinanderreihung verschiedener Bewegungen sein können. Einzelformen werden häufig auch synchron in der Gruppe geübt (Gruppen-Synchronform).
Es existieren auch Partnerformen, bei denen zwei oder mehr Personen einen – mehr oder weniger realistischen – Kampf ausfechten. In einzelnen Kampfkünsten wie dem Jōdō werden ausschließlich Partnerformen geübt.

## Bewegungen
Kurze Formen umfassen wenige Bewegungen; die längsten Formen können eine Abfolge von mehr als 100 Bewegungen enthalten. Die Ausführungsgeschwindigkeit der einzelnen Bewegungen kann sich je nach Kampfkunst stark unterscheiden und kann auch innerhalb der Formen selbst variieren. Das Ausführen einer Form dauert bei schnellen Kampfkünsten wie Karate, Taekwondo oder Shaolin Kung Fu üblicherweise einige zehn Sekunden bis wenige Minuten, kann aber beispielsweise beim langsam geübten Taijiquan zwischen einigen zehn Minuten bis zu über einer Stunde dauern.

## Zweck
Das Üben der Formen dient dazu, dem Übenden die verschiedenen Techniken einer Kampfkunst beizubringen. In der Regel handelt es sich um Einzelformen, bei denen der Übende gegen einen imaginären Gegner kämpft. Dadurch kann der Übende sich mehr auf das korrekte Ausführen der Bewegungen konzentrieren und wird nicht von der Interaktion mit einem realen Partner oder Gegner abgelenkt. Formen werden häufig gemeinsam und gleichzeitig geübt, so dass ein Schüler durch Imitation seines Lehrers oder der anderen Übenden lernen kann. Formen bilden oft die Grundschule bzw. das Fundament für das weitere Lernen dieser Kampfkunst für den Übenden. Das Erlernen und Einüben einer Form erfordert viel Zeit, um alle Bewegungen korrekt ausführen zu können. Viele Meister sagen, dass das Erlernen einer Form nur kurze Zeit erfordert, doch das Beherrschen und Perfektionieren einer Form ein ganzes Leben andauert.
Eine Form kann auch dazu dienen, die Essenz einer Kampfkunst vor dem Vergessen zu bewahren und sie von einer Generation zur nächsten weiterzugeben.
Formen werden auch häufig verwendet, um Außenstehenden eine Kampfkunst zu demonstrieren, beispielsweise in Vorführungen und Shows.

### Wettkämpfe
Heutzutage werden Formen auch in sogenannten Formenwettkämpfen verwendet, bei denen Wettkampfrichter die Ausführung der Formen bewerten. Als Kriterien dienen dabei die Korrektheit der Ausführung, die Dynamik, die Harmonie und andere Aspekte. Formenwettkämpfe gibt es in den meisten asiatischen Kampfkünsten; in manchen Kampfkünsten sind solche Formenwettkämpfe sogar die einzige oder zumindest häufigste Art des sportlichen Wettkampfes (z. B. im Iaidō, Jōdō oder im modernen Wushu).
Für Wettkämpfe werden häufig eigene Formen entwickelt, dabei stehen – im Gegensatz zur traditionellen Verwendung der Formen in den Kampfkünsten – jedoch vor allem auch Aspekte wie Ästhetik und Choreographie im Vordergrund. In einigen Fällen werden die Formen auch mit Musik unterlegt oder als Synchronform geübt (z. B. im Taekwondo).

## Galerie

Form in der Kampfkunst – Kata, Hyeong, Pumsae, Teul, Taolu, Kuen, Quyen, Anyo
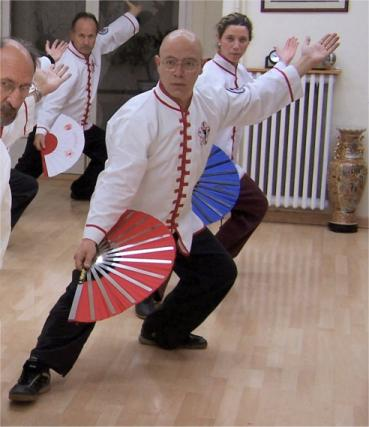
Formübung – Fächerform des Taijiquan, 2005
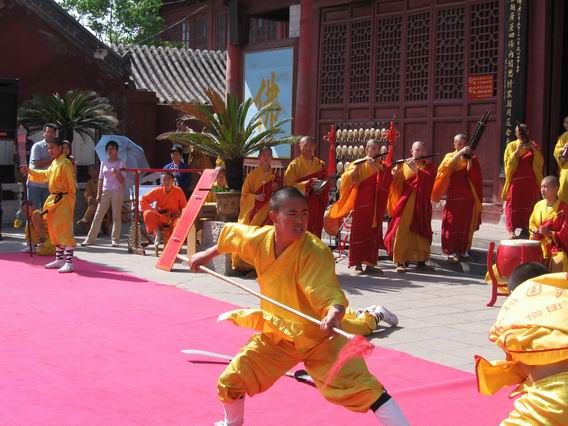
Kung-fu-Speerform – Shaolin-Kloster in Henan, China 2005
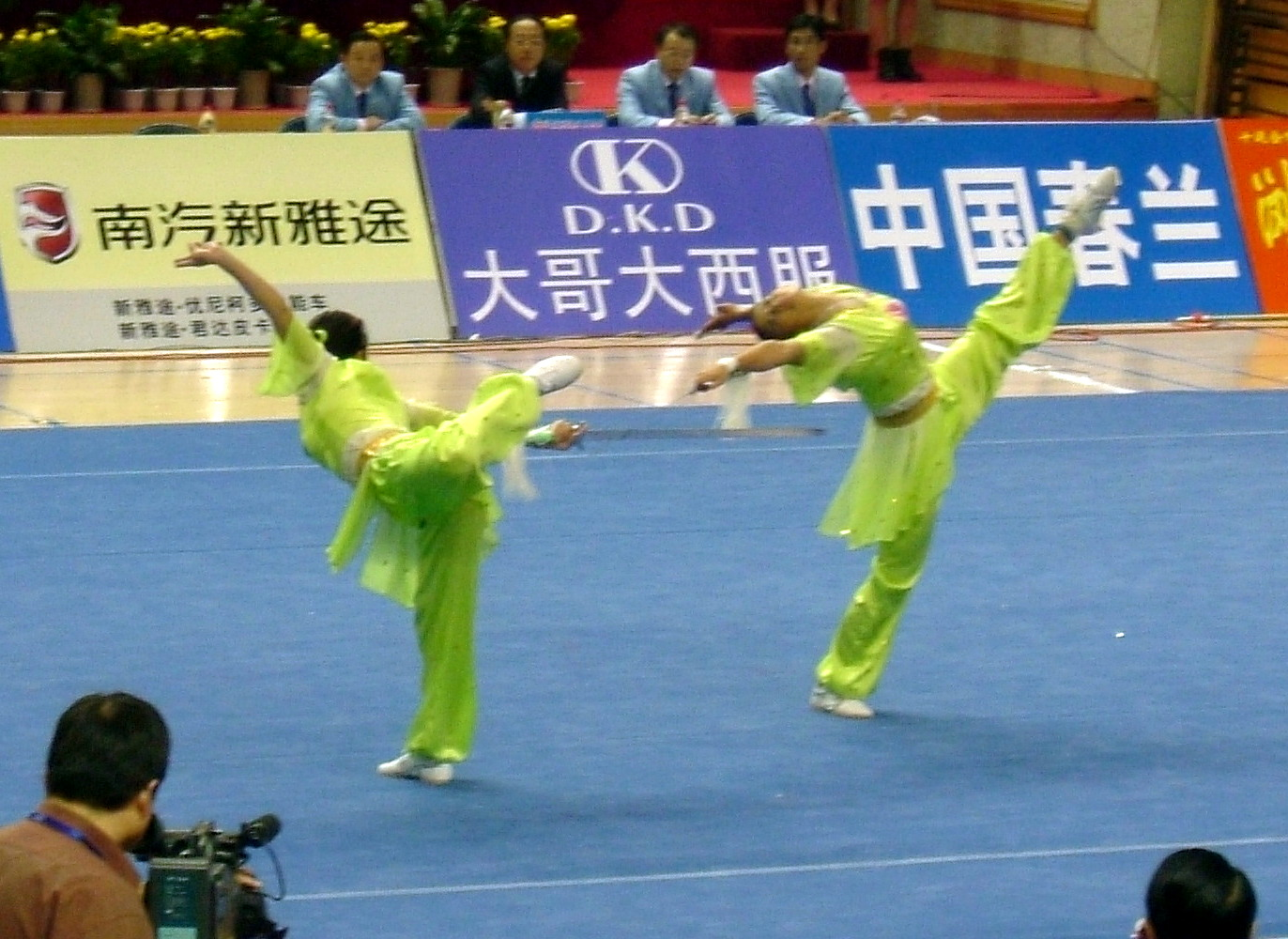
Formwettkampf – Partnerform mit Schwert, Wushu-Sport 2005
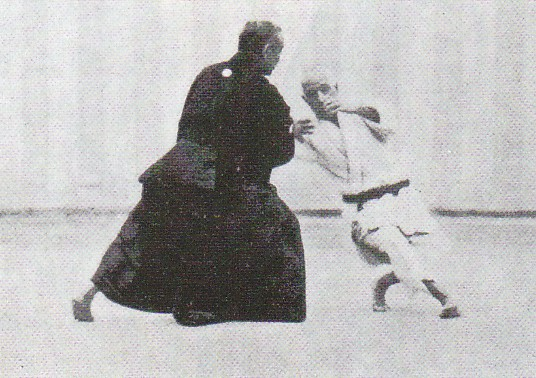
Koshiki-no-kata in Judo – 柔道の古式の形, Kanō (l.) & Yamashita vor 1935
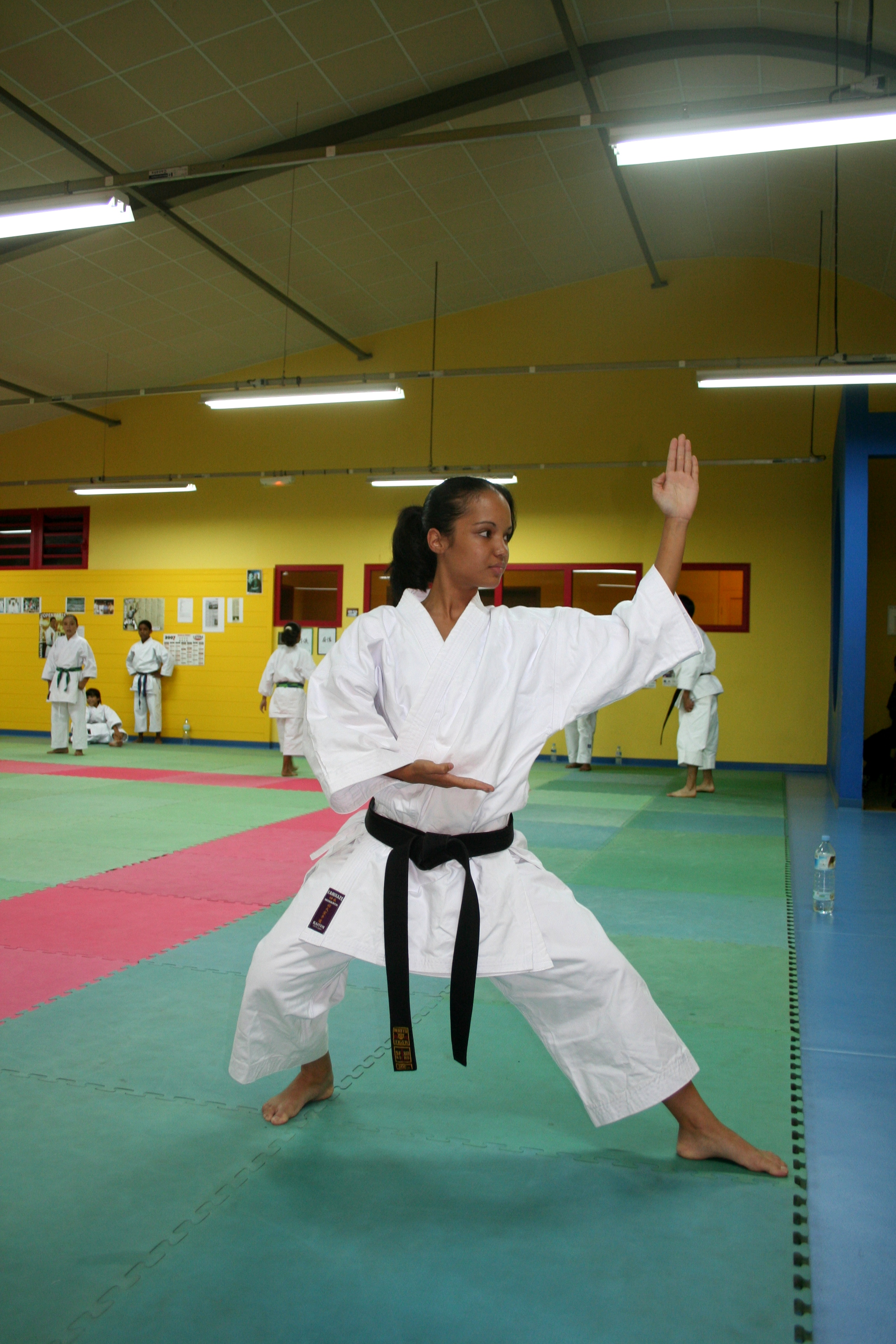
Kata-Training, Karateka 2007
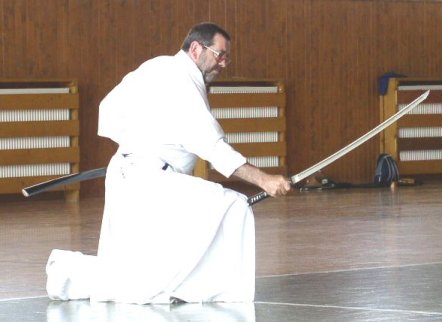
Kata-Training als Katanaform, Iaidoka 2007